# Patrick Hope-Johnstone, 11. Earl of Annandale and Hartfell
Patrick Andrew Wentworth Hope-Johnstone, 11. Earl of Annandale and Hartfell (* 19. April 1941) ist ein britischer Peer und Politiker der Conservative Party.

## Leben und Karriere
Hope-Johnstone wurde im April 1941 als einziger Sohn von Major Percy Wentworth Hope Johnstone (1909–1983) und Margaret Jane Hunter-Arundell (1910–1998) geboren. Er hat eine jüngere Schwester. Er besuchte die Stowe School in Buckingham und studierte am Royal Agricultural College in Cirencester.
1976 war er „underwriting member“ (Mitglied mit Zeichnungsberechtigung) von Lloyd’s. Er war 1983 Hereditary Steward of Annandale and Hereditary Keeper of Lochmaben Palace. Nach dem Tod des Vaters wurde er 26. Clanchief des Clan Johnstone.
Hope-Johnstone war 1987 Deputy Lieutenant (D.L.) von Nithsdale and Annandale and Eskdale Districts, sowie 1992 Vice-Lord-Lieutenant. 1988 war er Direktor der Murray Lawrence Lloyd’s Members Agency.

## Adelstitel und Mitgliedschaft im House of Lords

Wappen des Earl of Annandale and Hartfell

Hope-Johnstone ist in weiblicher Linie ein Nachkomme des James Johnstone, 1. Earl of Annandale and Hartfell († 1672). Diesem war 1662 von König Karl II. der schottische Adelstitel Earl of Annandale and Hartfell, nebst dem nachgeordneten Titel Lord Johnstone verliehen worden, mit dem besonderen Zusatz, dass die Titel in Ermangelung männlicher Nachkommen auch an weibliche Nachkommen vererbbar seien. Nachdem der Nachkommenstamm des ersten Earls in männlicher Linie mit dem Tod des 4. Earls 1792 erloschen war, gelang es niemandem, seinen Erbanspruch wirksam nachzuweisen, weshalb die Titel seither ruhten (dormant).
Nachdem Hope-Johnstone beim Tod seines Vaters 1983 dessen De-jure-Anspruch auf die Titel geerbt hatte, beantragte er die Anerkennung seines Anspruchs auf die Titel. Mit Wirkung ab dem 1. Januar 1985 wurde sein Antrag vom Committee for Privileges des House of Lords zugelassen. Er ist seither 11. Earl of Annandale and Hartfell und wurde damit Mitglied des House of Lords. Im Hansard sind keine Parlamentsreden von ihm verzeichnet. Durch den House of Lords Act 1999 verlor er seinen Parlamentssitz. Zur Wahl um einen der verbleibenden Sitze trat er nicht an.
Im Register of Hereditary Peers, die für eine Nachwahl zur Verfügung stehen, ist er nicht verzeichnet.

## Familie
Hope-Johnstone heiratete am 23. August 1969 Susan Josephine Ross, die Tochter von Colonel Walter John Macdonald Ross. Zusammen haben sie zwei Kinder:
- David Patrick Wentworth Hope Johnstone, Lord Johnstone (* 13. Oktober 1971)
- Lady Julia Claire Hope Johnstone (* 1974)